# Николов, Любомир
Любомир Николов (10 января 1950, Казанлык — 20 июля 2024, София) — болгарский писатель и переводчик.

## Биография
Родился в Казанлыке 10 января 1950 года. Сначала учился в России на машиностроителя, потом окончил факультет журналистики Софийского университета. Пришел в фантастику из фэндома в 1970-е. Дебютировал романом «Суд поколений», который закрепил за ним репутацию одного из самых оригинальных фантастов Болгарии. Повесть «Червь на осеннем ветру», переведённая на русский язык в 1989 году, удостоилась премии «Еврокон». Помимо прозы создал около 30 фантастических книг-игр под псевдонимом Колин Уоламбери.
Умер 20 июля 2024 года в Софии в возрасте 74 лет.

## Избранная библиография
- Суд поколений (роман-антиутопия) (1978) (совместно с Г. Георгиевым)
- Кроты (роман-антиутопия) (1981)
- Червь на осеннем ветру (повесть) (1986)
- Десятый праведник (роман-антиутопия) (1999)

## Премии
- Премия «Еврокон» за повесть «Червь на осеннем ветру» (1987)
- Премия фестиваля «Соцкон-1» (СССР, 1989)
- Премия Союза переводчиков Болгарии за перевод книги Дж. Р. Р. Толкина «Властелин колец»